# Ekonomika Lucemburska
Ekonomika Lucemburska je do značné míry závislá na bankovním, ocelářském a průmyslovém sektoru. Lucemburčané mají nejvyšší hrubý domácí produkt na obyvatele na světě (CIA, 2018). Lucembursko je považováno za diverzifikovaný průmyslový stát, což kontrastuje s ropným boomem v Kataru, hlavním peněžním zdrojem jihozápadního asijského státu.
Přestože je Lucembursko v turistické literatuře výstižně nazýváno „Zeleným srdcem Evropy“, na jeho území koexistuje s vysoce industrializovanou a exportně náročnou oblastí. Lucemburská ekonomika je podobná německé. Lucembursko má mezi průmyslovými demokraciemi stupeň ekonomické prosperity, který je velmi vzácný.
V roce 2009 byl schodek rozpočtu ve výši 5 % výsledkem vládních opatření ke stimulaci ekonomiky, zejména bankovního sektoru, v důsledku světové hospodářské krize. V roce 2010 to však byl sníženo na 1,4 %.
V roce 2017 byly (očekávané) údaje následující: růst HDP 4,6 %, inflace 1,0%, rozpočtový schodek 1,7 % (s předpokladem snížení na 0,8 % v roce 2020), dluh: 20,4 %, ve fiskálním roce nemá být dluh navyšován.
Lucembursko je členem hospodářské unie Beneluxu a Evropské unie. Peněžní jednotkou je euro.
Ve 20. století se Lucembursko stalo jedním z největších bankovních center na světě. V zemi působí více než 200 největších bank na světě. Od roku 1929 vláda podporuje registraci velkých nadnárodních společností v zemi, což do značné míry usnadňuje vnitřní liberální daňové klima a offshore.
Od roku 2020 je minimální mzda v Lucembursku (2 142 €) - druhá nejvyšší na světě po australské (2 180 €).

## Odvětví
V roce 2013 činil HDP 60,54 miliardy USD, z čehož služby, včetně finančního sektoru, vyprodukovaly 86 %. Finanční sektor představoval 36 % HDP, průmysl 13,3 % a zemědělství pouze 0,3 %.

### Bankovnictví

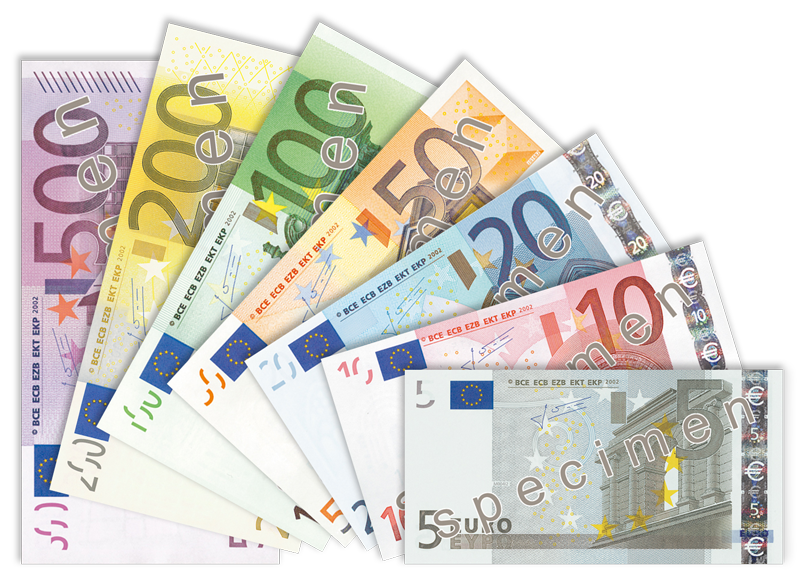
Lucembursko je součástí eurozóny od roku 1999.

Bankovnictví je největším odvětvím v lucemburské ekonomice. V indexu globálních finančních center 2019 bylo Lucembursko hodnoceno jako 25. nejkonkurenceschopnější finanční centrum na světě a třetí nejkonkurenceschopnější v Evropě po Londýně a Curychu. Země se specializuje na přeshraniční správu fondů. Protože domácí trh v Lucembursku je relativně malý, finanční centrum země je převážně mezinárodní. Na konci března 2009 bylo v Lucembursku 152 bank s více než 27 000 zaměstnanci.
K růstu finančního sektoru přispěla politická stabilita, dobrá komunikace, snadný přístup do dalších evropských center, kvalifikovaný personál hovořící několika jazyky, tradice bankovního tajemství a přeshraniční finanční odbornost. Tyto faktory přispěly k hodnocení 8,3 v Indexu vnímání korupce. Největší skupinu bank tvoří Německo, přičemž silně zastoupeny jsou také skandinávské, japonské a významné americké banky. Celková aktiva na konci roku 2008 přesáhla 929 miliard eur. V Lucembursku sídlí více než 9 000 holdingových společností. Sídlí zde také Evropská investiční banka - finanční instituce Evropské unie.
Znepokojení ohledně lucemburských zákonů o bankovním tajemství a jeho reputace daňového ráje vedly v dubnu 2009 k tomu, že skupina G20 přidala zemi do „šedého seznamu“ národů se spornými bankovními ujednáními, ze kterého bylo v roce 2009 odstraněno. Tato obava vedla Lucembursko k úpravě daňové legislativy, aby nedocházelo ke konfliktům s daňovými úřady členů Evropské unie. Například holdingová společnost 1929, klasická osvobozená od daně, byla 31. prosince 2010 postavena mimo zákon, protože byla prohlášena Evropskou komisí za nelegální státní podporu.

### Ocel
Klíčovou událostí v hospodářských dějinách Lucemburska bylo zavedení anglické metalurgie v roce 1876. To vedlo k rozvoji ocelářského průmyslu v Lucembursku a založení společnosti Arbed v roce 1911.
Restrukturalizace průmyslu a zvyšování vládního vlastnictví v Arbedu (31 %) začala již v roce 1974. V důsledku včasné modernizace zařízení, omezení výroby a zaměstnanosti, vládního převzetí části dluhu Arbedu a nedávného cyklického oživení mezinárodní poptávka po oceli, je společnost opět zisková. Jeho produktivita patří mezi nejvyšší na světě. Americké trhy tvoří asi 6 % produkce společnosti Arbed. Společnost se specializuje na výrobu velkých stavebních ocelových nosníků a specializovaných výrobků s vysokou přidanou hodnotou. Došlo však k relativnímu úpadku ocelářského sektoru, který byl kompenzován nástupem Lucemburska jako finančního centra. V roce 2001 se sloučením s Aceralia a Usinor stala Arbed Arcelor. Společnost Arcelor převzala v roce 2006 společnost Mittal Steel za vzniku společnosti Arcelor-Mittal Lakšmího Mittala, největší výrobce oceli na světě.

### Telekomunikace
Vládní politika podporuje rozvoj Lucemburska jako audiovizuálního a komunikačního centra. Radio-Television-Luxembourg je přední evropský soukromý rozhlas a televize. Vládou podporovaná lucemburská satelitní společnost Société européenne des satellites (SES) byla založena v roce 1986 za účelem instalace a provozu satelitního telekomunikačního systému pro přenos televizních programů po celé Evropě. První satelit SES Astra, 16kanálový RCA 4000 Astra 1A, vypustila raketa Ariane v prosinci 1988. SES v současné době představuje z hlediska tržeb největší společnost poskytující satelitní služby na světě.

### Cestovní ruch
Cestovní ruch je důležitou součástí národního hospodářství, v roce 2009 představoval přibližně 8,3 % HDP a zaměstnával přibližně 25 000 lidí, tj. 11,7 % pracující populace. I přes současnou[kdy?] krizi velkovévodství stále vítá přes 900 000 návštěvníků ročně, kteří stráví v průměru 2,5 noci v hotelech, ubytovnách nebo v kempech. Obchodní cesty vzkvétají, což představuje 44 % přenocování v zemi a 60 % v hlavním městě, což je mezi lety 2009 a 2010 nárůst o 11 a 25 %.

### Zemědělství
Lucemburské malé, ale produktivní odvětví zemědělství je vysoce dotované, zejména ze strany EU a vlády. Zaměstnává přibližně 1–3 % pracovní síly. Většina zemědělců se zabývá produkcí mléka a masa. Vinice v údolí Mosely ročně produkují asi 15 milionů litrů suchého bílého vína, z nichž většina se konzumuje v Lucembursku a v menším měřítku také v Německu, Francii a Belgii.

## Hlavní makroekonomické indikátory
V tabulce jsou uvedeny údaje z let 1980- 2017.
| Rok  | HDP (v mld. amerických dolarů PPP) | HDP na obyvatele (v amerických dolarech PPP) | Reálný růst HDP | Průměrná míra inflace | Nezaměstnanost | Státní dluh (k HDP) |
| ---- | ---------------------------------- | -------------------------------------------- | --------------- | --------------------- | -------------- | ------------------- |
| 1980 | 5,7                                | 15 611                                       | 3,2 %           | 6,3 %                 | 0,7 %          |                     |
| 1981 | 6,3                                | 17 153                                       | 0,8 %           | 8,1 %                 | 1,0 %          |                     |
| 1982 | 6,7                                | 18 391                                       | 1,0 %           | 9,4 %                 | 1,3 %          |                     |
| 1983 | 7,1                                | 19 478                                       | 1,9 %           | 8,7 %                 | 1,6 %          |                     |
| 1984 | 7,7                                | 21 106                                       | 4,7 %           | 5,6 %                 | 1,7 %          |                     |
| 1985 | 8,4                                | 22 956                                       | 5,6 %           | 14,8 %                | 1,7 %          |                     |
| 1986 | 9,4                                | 25 638                                       | 10,0 %          | 0,3 %                 | 1,5 %          |                     |
| 1987 | 10,1                               | 27 155                                       | 4,0%            | −0,1 %                | 1,7 %          |                     |
| 1988 | 11,3                               | 30 223                                       | 8,5 %           | 1,4 %                 | 1,5 %          |                     |
| 1989 | 12,9                               | 34 137                                       | 9,8 %           | 3,4 %                 | 1,4 %          |                     |
| 1990 | 14,1                               | 36 863                                       | 5,3 %           | 3,7 %                 | 1,3 %          |                     |
| 1991 | 15,8                               | 40 826                                       | 8,6 %           | 3,1 %                 | 1,4 %          |                     |
| 1992 | 16,5                               | 41 943                                       | 1,8 %           | 3,2 %                 | 1,6 %          |                     |
| 1993 | 17,6                               | 44 115                                       | 4,2 %           | 3,6 %                 | 2,1 %          |                     |
| 1994 | 18,6                               | 46 104                                       | 3,8 %           | 2,2 %                 | 2,7 %          |                     |
| 1995 | 19,3                               | 47 516                                       | 1,4 %           | 1,9 %                 | 3,0 %          | 8,9 %               |
| 1996 | 19,9                               | 48 412                                       | 1,5 %           | 1,2 %                 | 3,2 %          | 8,6 %               |
| 1997 | 21,5                               | 51 502                                       | 5,9 %           | 1,4 %                 | 3,3 %          | 8,5 %               |
| 1998 | 23,1                               | 54 757                                       | 6,5 %           | 1,0 %                 | 3,1 %          | 8,1 %               |
| 1999 | 25,4                               | 59 529                                       | 8,4 %           | 1,0 %                 | 2,9 %          | 7,1 %               |
| 2000 | 28,8                               | 65 079                                       | 8,4 %           | 3,8 %                 | 2,2 %          | 6,5 %               |
| 2001 | 29,6                               | 67 331                                       | 2,5 %           | 2,4 %                 | 2,0 %          | 6,9 %               |
| 2002 | 31,2                               | 70 249                                       | 3,8 %           | 2,1 %                 | 2,5 %          | 6,8 %               |
| 2003 | 32,3                               | 72 127                                       | 1,6 %           | 2,5 %                 | 3,3 %          | 6,8 %               |
| 2004 | 34,4                               | 75 663                                       | 3,6 %           | 3,2 %                 | 4,0 %          | 7,3 %               |
| 2005 | 36,7                               | 79 480                                       | 3,2 %           | 3,7 %                 | 4,0 %          | 7,4 %               |
| 2006 | 39,7                               | 84 722                                       | 5,2 %           | 3,0 %                 | 4,0 %          | 7,8 %               |
| 2007 | 44,2                               | 92 837                                       | 8,4 %           | 2,7 %                 | 4,0 %          | 7,7 %               |
| 2008 | 44,5                               | 91 977                                       | −1,3 %          | 4,1 %                 | 4,1 %          | 14,9 %              |
| 2009 | 42,9                               | 86 894                                       | −4,4 %          | 0,0 %                 | 5,6 %          | 15,7 %              |
| 2010 | 45,5                               | 90 662                                       | 4,9 %           | 2,8 %                 | 6,0 %          | 19,8 %              |
| 2011 | 47,6                               | 92 970                                       | 2,5 %           | 3,7 %                 | 6,0 %          | 18,7 %              |
| 2012 | 48,3                               | 92 102                                       | −0,4 %          | 2,9 %                 | 6,1 %          | 21,7 %              |
| 2013 | 50,9                               | 94 824                                       | 3,7 %           | 1,7 %                 | 6,8 %          | 23,7 %              |
| 2014 | 54,8                               | 99 738                                       | 5,8 %           | 0,7 %                 | 7,1 %          | 22,7 %              |
| 2015 | 57,0                               | 101 255                                      | 2,9 %           | 0,1 %                 | 6,8 %          | 22,0 %              |
| 2016 | 59,5                               | 103 286                                      | 3,1 %           | 0,0 %                 | 6,3 %          | 20,8 %              |
| 2017 | 62,8                               | 106 373                                      | 3,5 %           | 2,1 %                 | 5,8 %          | 23,0 %              |

## Účetní zásady

Úroveň produktivity práce v Lucembursku je jednou z nejvyšších v Evropě. OECD, 2012.

Zakládání účtů je ovlivněno velikostí firmy s odkazem na tato tři kritéria: stav rozvahových účtů, čistý obrat a velikost pracovní síly.
Střední a velké podniky mohou být kontrolovány pouze nezávislými auditory, kteří jsou určeni úřadem pro dohled nad finančními službami. Malé podniky kontrolují ustanovenými účetními s funkčním obdobím stanoveným na dobu určitou.
Výrok auditorské zprávy o správnosti účetní závěrky může být:
- bez výhrad
- s výhradami, stále bráno jako souhlas
- záporný - odmítnutí

## Pracovní vztahy
Pracovní vztahy byly mírové od roku 1930. Většina dělníků je organizována v odborech, které jsou napojeny na jednu z hlavních politických stran. Zástupci podniků, odborů a vlády se podílejí na vedení hlavních pracovních jednání.
Zahraniční investoři často uvádějí lucemburské pracovní vztahy jako hlavní důvod pro umístění svých aktivit ve velkovévodství. Nezaměstnanost v roce 1999 činila v průměru méně než 2,8% pracovní síly, ale v roce 2007 dosáhla 4,4%.

## Energetika
V roce 1978 se Lucembursko snažilo postavit o 1,200 MW jaderný reaktor, ale z plánů sešlo po hrozbě silných protestů. V současné době Lucembursko používá dováženou ropu a zemní plyn pro většinu své energetické výroby.

## Kosmické lety a těžba vesmírných zdrojů
Lucembursko je členem Evropské kosmické agentury , ve které Lucembursko přispělo 23 miliony eur v roce 2015.
Největší světový satelitní operátor (SES Global) má svůj původ a sídlo v Betzdorfu v Lucembursku.
V únoru 2016 lucemburská vláda oznámila, že se pokusí „nastartovat průmyslový sektor pro těžbu surovin z vesmírných asteroidů“, mimo jiné vytvořením „právního rámce“ a regulačních pobídek pro společnosti zapojené do tohoto odvětví. Vláda oznámila, že do června 2016 „investuje více než 200 milionů USD do výzkumu technologických demonstrací a do přímého nákupu vlastního kapitálu ve společnostech, které se stěhují do Lucemburska.“ Do roku 2017 oznámily tři vesmírné těžební společnosti přesun svých sídel do Lucemburska.
Nový lucemburský zákon vstoupil v platnost v srpnu 2017 a zajistil, aby si soukromí provozovatelé mohli být jisti svými právy na zdroje, které získávají ve vesmíru.

## Doprava
Lucembursko disponuje efektivní sítí silnic, železnic a letecké dopravy a služeb. Silniční síť byla v posledních letech výrazně modernizována, 147 km dálnic spojuje hlavní město s přilehlými zeměmi. Nástup vysokorychlostního spojení TGV do Paříže vedl k rekonstrukci městského vlakového nádraží, zatímco nedávno byl otevřen nový terminál pro cestující na lucemburském letišti. V příštích několika letech se plánuje zavedení tramvají (první hlavní linie je v provozu od roku 2017) v hlavním městě a lehkých železničních tratích v přilehlých oblastech. Letiště zaznamenalo v posledních letech trvalý nárůst počtu cestujících (2015: 2,7 milionů, 2020: 4 miliony předpokládáno), a druhá fáze expanze je na cestě.

## Ekonomické vyhlídky
Podle sdělení lucemburského statistického úřadu měla lucemburská ekonomika v roce 2011 růst o 4,0 %. Hospodářská situace byla obzvláště dynamická na konci roku 2010 a na začátku roku 2011, ale objevily se známky zpomalení, a to jak v mezinárodním hospodářském prostředí, tak z hlediska vnitrostátních ukazatelů. Růst HDP měl vystoupit do recese v roce 2012.